# Polgolla
Polgolla est une ville du centre du Sri Lanka. Elle est localisée dans la Province du Centre.

## Histoire
- 6 juin 2008 : Deux attentats contre des bus ont fait 2 morts à Polgolla, et 20 blessés à Colombo[1].